# Cerapachys wroughtoni
Cerapachys wroughtoni é uma espécie de formiga do gênero Cerapachys.